# 하와이 컨벤션 센터
하와이 컨벤션 센터(Hawaii Convention Center)는 미국 하와이주 호놀룰루에 있는 컨벤션 센터이다. 총 바닥 면적은 약 10만 2천 평방 미터이며, 총 공사비 200만 달러를 들여 1998년에 오픈했다. 건물은 하와이 관광청이 소유하고 있으며, 필라델피아에 본사를 둔 기업 SMG가 운영을 하고 있다.
하와이 컨벤션 센터는 DB (design-build) 방식으로 지어졌다.
TV 드라마 《로스트》의 시드니 공항 장면에 자주 등장하고있다. 또한 영화 《쥬라기 월드》의 방문객 센터로도 촬영에 사용되었다.